# Medvednik
Medvednik je jedna od pet planina u sklopu Valjevskih planina u Srbiji u Kolubarskom okrugu. Na sjeverozapadu, Valjevske planine se nastavljaju pojasom Podrinskih planina, zatim se na zapadu preko Drine i planine Jelice povezuju s ostalim planinama Dinarskog sustava, dok su na istoku, izvorišnim kracima rijeke Ljiga, odnosno Nakučanskom presedlinom odvojene od planine Rudnika. Unutrašnji, sjeverni dio luka valjevskih planina zatvara bazen slijeva rijeke Kolubare, a povezni luk je u svom jugozapadnom dijelu izložen prema dolini Drine, i prema dolini Zapadne Morave. 